# SSC Napoli 2008/2009
| SSC Napoli           | SSC Napoli                                                |
| -------------------- | --------------------------------------------------------- |
|                      |                                                           |
| Tränare              | Edoardo Reja till 8 mars 2009, efter det Roberto Donadoni |
| Arena                | Stadio San Paolo, Neapel                                  |
| Liga                 | Serie A                                                   |
| Slutgiltig placering | 12:a                                                      |
| Coppa Italia         | Kvartsfinal                                               |
| UEFA-cupen           | Första omgången                                           |
| Bästa målskyttar     | Ligan: Marek Hamšík (9) Allt: Marek Hamšík (9)            |

Säsongen 2008–2009 var SSC Napolis 83:e säsong sedan klubben startade i den italienska fotbollen. Napoli kom på 8:e plats i Serie A säsongen 2007–2008 och kvalificerade sig till UEFA-cupen 2008/2009.

## Spelartruppen
| Nr | Land      | Pos | Namn                     |
| -- | --------- | --- | ------------------------ |
| 1  | Italien   | MV  | Gennaro Iezzo            |
| 22 | Italien   | MV  | Matteo Gianello          |
| 30 | Argentina | MV  | Nicolás Navarro          |
| 2  | Italien   | F   | Gianluca Grava           |
| 6  | Italien   | F   | Salvatore Aronica        |
| 13 | Italien   | F   | Fabiano Santacroce       |
| 19 | Italien   | F   | Mirko Savini             |
| 28 | Italien   | F   | Paolo Cannavaro (Kapten) |
| 83 | Italien   | F   | Leandro Rinaudo          |
| 96 | Italien   | F   | Matteo Contini           |
| 3  | Italien   | MF  | Luigi Vitale             |
| 4  | Italien   | MF  | Francesco Montervino     |
| 5  | Italien   | MF  | Michele Pazienza         |

| Nr | Land      | Pos | Namn                                        |
| -- | --------- | --- | ------------------------------------------- |
| 8  | Italien   | MF  | Manuele Blasi                               |
| 11 | Italien   | MF  | Christian Maggio                            |
| 17 | Slovakien | MF  | Marek Hamšík                                |
| 18 | Uruguay   | MF  | Mariano Bogliacino                          |
| 20 | Italien   | MF  | Andrea Russotto (på lån från AC Bellinzona) |
| 23 | Uruguay   | MF  | Walter Gargano                              |
| 24 | Italien   | MF  | Samuele Dalla Bona                          |
| 32 | Uruguay   | MF  | Nicolás Amodio                              |
| 77 | Italien   | MF  | Daniele Mannini                             |
| 7  | Argentina | A   | Ezequiel Lavezzi                            |
| 9  | Argentina | A   | Germán Denis                                |
| 12 | Brasilien | A   | Inácio Piá                                  |
| 25 | Uruguay   | A   | Marcelo Zalayeta                            |

### Övergångar

#### In
| Pos. | Spelare           | Från          | Summa |
| ---- | ----------------- | ------------- | ----- |
| A    | Germán Denis      | Independiente | okänd |
| F    | Leandro Rinaudo   | Palermo       | okänd |
| MF   | Christian Maggio  | Sampdoria     | okänd |
| A    | Andrea Russotto   | Bellinzona    | Lån   |
| F    | Salvatore Aronica | Reggina       | okänd |
| MF   | Jesús Dátolo      | Boca Juniors  | € 8M  |

#### Ut
| Pos. | Spelare          | Till     | Summa              |
| ---- | ---------------- | -------- | ------------------ |
| MF   | Roberto Sosa     | Gimnasia | Ingen              |
| F    | György Garics    | Atalanta | Delägarskap, Okänd |
| F    | Andrea Cupi      | Empoli   | Ingen              |
| F    | Tommaso Romito   | Pescara  | Delägarskap, Okänd |
| A    | Emanuele Calaiò  | Siena    | Delägarskap, Okänd |
| F    | Maurizio Domizzi | Udinese  | Delägarskap, Okänd |

#### Utlånade spelare
| Pos. | Spelare          | På lån till |
| ---- | ---------------- | ----------- |
| A    | Christian Bucchi | Ascoli      |
| F    | Erminio Rullo    | Triestina   |